# Cantone di Bellême
Il Cantone di Bellême era una divisione amministrativa dell'arrondissement di Mortagne-au-Perche.
È stato soppresso a seguito della riforma complessiva dei cantoni del 2014, che è entrata in vigore con le elezioni dipartimentali del 2015.
Comprendeva i comuni di:
- Appenai-sous-Bellême
- Bellême
- La Chapelle-Souëf
- Chemilli
- Dame-Marie
- Le Gué-de-la-Chaîne
- Igé
- Origny-le-Butin
- Origny-le-Roux
- Pouvrai
- Saint-Fulgent-des-Ormes
- Saint-Martin-du-Vieux-Bellême
- Saint-Ouen-de-la-Cour
- Sérigny
- Vaunoise